# IEEE 802.3ah
Pour les articles homonymes, voir EFM.
IEEE 802.3ah, appelée également Ethernet in the First Mile (EFM), est une norme ratifiée en juin 2004 et appartenant au standard IEEE 802.3 (Ethernet). Celle-ci comprend un ensemble de protocoles définissant trois types de liaison :
- point-à-point avec du câble en cuivre.
- point-à-point avec de la fibre optique.
- point-à-multipoint avec de la fibre optique sur topologie EPON (Ethernet Passive Optical Network).

## Description
La norme définit trois types de liaison ou media.
1 - Liaison point-à-point avec du câble en cuivre simple paire.
- Ce segment autorise deux types de débit :
  - débit de 2 Mbit/s jusqu'à une longueur de 2 700 mètres. La couche PHY est spécifiée en 2BASE-TL.
  - débit de 10 Mbit/s jusqu'à une longueur de 750 mètres. La couche PHY est spécifiée en 10PASS-TS.

2 - Liaison point-à-point sur fibre optique.
- Ce segment permet deux types de débit modulables en :
  - débit de 100 Mbit/s jusqu'à une longueur de 10 km sur paire de fibre optique monomode. La couche PHY est spécifiée en 100BASE-LX10.
  - débit de 100 Mbit/s jusqu'à une longueur de 10 km sur fibre optique monomode. La couche PHY est spécifiée en 100BASE-BX10.
  - débit de 1 Gbit/s jusqu'à une longueur de 10 km sur paire de fibre optique monomode. La couche PHY est spécifiée en 1000BASE-LX10.
  - débit de 1 Gbit/s jusqu'à une longueur de 10 km sur fibre optique monomode. La couche PHY est spécifiée en 1000BASE-BX10.

3 - Liaison point-à-multipoint avec de la fibre optique sur topologie PON (Passive Optical Network).
- Ce segment permet un type de débit modulable en :
  - débit de 1 Gbit/s jusqu'à une longueur de 10 km sur topologie PON. La couche PHY est spécifiée en 1000BASE-PX10.
  - débit de 1 Gbit/s jusqu'à une longueur de 20 km sur topologie PON. La couche PHY est spécifiée en 1000BASE-PX20.